# Liste der Einträge im National Register of Historic Places im Buena Vista County

Lage des Buena Vista County in Iowa

Die Liste der Einträge im National Register of Historic Places im Buchanan County in Iowa führt die Bauwerke und historischen Stätten im Buena Vista County auf, die in das National Register of Historic Places aufgenommen wurden.
| [ 2 ] | Name                                                        | Bild                                        | Eintragsdatum        | Lage                                                                                    | Ort                        | Beschreibung                                                                         |
| ----- | ----------------------------------------------------------- | ------------------------------------------- | -------------------- | --------------------------------------------------------------------------------------- | -------------------------- | ------------------------------------------------------------------------------------ |
| 1     | Jesse J. and Mary F. Allee House                            | Jesse J. and Mary F. Allee House            | 1992 ID-Nr. 92000271 | 2020 640th Street 42° 35′ 21,5″ N, 95° 0′ 35,1″ W                                       | Newell                     | 1891 im Queen-Anne-Stil errichtetes Wohnhaus                                         |
| 2     | Brooke Creek Bridge                                         |                                             | 1998 ID-Nr. 98000754 | Brücke der 470th Street über den Brooke Creek 42° 50′ 11″ N, 95° 17′ 8″ W               | Sioux Rapids               | 1906 errichtete steinerne Bogenbrücke                                                |
| 3     | Chan-Ya-Ta Site                                             | Chan-Ya-Ta Site                             | 1978 ID-Nr. 78001209 | am linken Ufer des Brooke Creek 42° 52′ 22″ N, 95° 18′ 11″ W                            | südwestlich von Linn Grove | präkolumbische Siedlungsstätte                                                       |
| 4     | Chicago, Milwaukee and Pacific Railroad-Albert City Station |                                             | 1976 ID-Nr. 76000737 | 212 North 2nd Street 42° 46′ 53″ N, 94° 56′ 54″ W                                       | Albert City                | 1899–1900 errichtete Bahnstation der damaligen Milwaukee Road                        |
| 5     | Danish Lutheran Church                                      |                                             | 2011 ID-Nr. 11000814 | 113 West 4th Street 42° 40′ 18″ N, 95° 18′ 16″ W                                        | Alta                       |                                                                                      |
| 6     | Harker House                                                | Harker House                                | 1990 ID-Nr. 90001855 | 328 Lake Avenue 42° 38′ 27″ N, 95° 12′ 4″ W                                             | Storm Lake                 | 1875 im viktorianischen Stil errichtetes Wohnhaus; heute Museum                      |
| 7     | Illinois Central Passenger Depot-Storm Lake                 | Illinois Central Passenger Depot-Storm Lake | 1990 ID-Nr. 90001300 | W. Railroad Street zwischen Lake Avenue und Michigan Avenue 42° 38′ 35″ N, 95° 12′ 6″ W | Storm Lake                 | 1915 errichtete Bahnstation der damaligen Illinois Central (heute Canadian National) |
| 8     | Sioux Theatre                                               |                                             | 2012 ID-Nr. 12000030 | 218 Main Street 42° 53′ 35,6″ N, 95° 8′ 59,3″ W                                         | Sioux Rapids               |                                                                                      |
| 9     | Storm Lake Public Library                                   | Storm Lake Public Library                   | 1983 ID-Nr. 83000346 | East 5th Street Ecke Erie Street 42° 38′ 39,1″ N, 95° 11′ 57,5″ W                       | Storm Lake                 | 1905–1906 errichtete Carnegie-Bibliothek; heute Museum                               |